# Décès en 2001
Décès
- 1997
- 1998
- 1999
- 2000
- 2001
- 2002
- 2003
- 2004
- 2005

Cet article présente une liste de personnalités mortes au cours de l'année 2001 dont la date de décès précise est inconnue.
La liste des personnes référencées dans Wikipédia est disponible dans la page de la Catégorie:Décès en 2001

Les mois de l'année font l'objet de listes spécifiques :

## Date inconnue
- Ousmane Faye, peintre sénégalais (° 23 novembre 1940).

- Eva Neer, biochimiste américaine (° 1937).